# Famille de Prangins
 (août 2024).
Si vous disposez d'ouvrages ou d'articles de référence ou si vous connaissez des sites web de qualité traitant du thème abordé ici, merci de compléter l'article en donnant les références utiles à sa vérifiabilité et en les liant à la section « Notes et références ».
La famille de Prangins est une famille de haute noblesse du pays de Vaud en Suisse.

## Histoire
Prangins était le chef-lieu d'une seigneurie, constituée après le démembrement du comté équestre au XIe siècle, et s'étendait depuis Mont-sur-Rolle jusqu'au pays de Gex comprenant Nyon, Dudes (ancien château situé près du hameau de Châtel sur la commune d'Essertines-sur-Rolle), Mont-le-Vieux (ancien château situé entre les hameaux de Châtel et de Bugnaux sur la commune d'Essertines-sur-Rolle), Bioley (situé entre Burtigny et Begnins) et Bursins (qui formait la frontière nord de la seigneurie). 
À partir de 1292 les terres des seigneurs de Prangins sont partagées entre Amédée V et Louis Ier de Savoie. En 1361, le comte de Savoie en donne la jouissance à Aimar d'Urtières qui avait épousé sa sœur. Huit ans plus tard il inféode cette seigneurie à Yblet de Challant pour 5 000 florins. Le fils de ce dernier, François, la vend en 1409 à Amédée de Viry. À sa mort, son héritière Clauda la fait passer dans les possessions de son époux Claude de la Chambre. 
Le duc Amédée VIII de Savoie, qui avait un droit de rachat sur la seigneurie, la cède à son conseiller Jean de Compois en 1428. Elle reste dans cette famille jusqu'au XVIe siècle avant d'être cédée à Georges de Rive, gouverneur du territoire de Neuchâtel de 1529 à 1552 et époux d'Isabelle de Vaumarcus. Françoise, leur fille, en hérite et la transmet à ses enfants qu'elle avait eus de Jean Rochus de Diesbach. Nicolas de Diesbach Torny la vende en 1627 à Émilie de Nassau, épouse de Don Manuel de Portugal. Par héritage elle revient à Maria Belgia de Portugal qui dut la vendre au comte Frédéric de Dohna en 1657. Celui-ci la cède à son tour à Jean de Balthasar, lieutenant-général du roi de France, qui devient seigneur de Prangins de 1658 à 1673 avant de la transmettre à son fils Isaac-Genève de Balthasar qui la vend aux barons de Dankelmann en 1697. En 1719 Jean Rieux, citoyen de Genève, l'achète pour 114 000 livres et la revend à Louis Guiguer en 1723. Celui-ci fait construire le château actuel de Prangins qui reste en possession de la famille jusqu'en 1815 où il était vendu à Joseph Bonaparte qui le cède en 1825 à Mme Gentil de Chavagnac.

## Filiation
Bien qu'appartenant depuis une époque très reculée à la famille de Cossonay, la branche de Prangins en est détachée au début du XIIIe siècle. Sa création est le fait de Guillaume (ou Willelme), fils de Jean Ier de Cossonay.

### De l'origine à 1235
- Humbert Ier de Cossonay, fils d'Ulrich de Cossonay,
- Pierre de Cossonay, fils du précédent,
- Jean Ier de Cossonay, fils du précédent,

### De 1235 à 1292
- Guillaume de Prangins, (? - septembre 1267), seigneur  de Nyon, de Mont-le-Vieux (non loin de Mont-sur-Rolle), de Bioley, chevalier, fils de Jean Ier de Cossonay et d'Agnès. Il est cité pour la première fois dans une donation à l'abbaye de Bonmont, en février 1235, par laquelle il lui abandonne les dîmes de Burtigny, Marchissy et Vizo ; plus tard, en 1259 il leur vend le moulin de Burtigny (nommé "dou Coster") ainsi que la portion du cours de la Serine lui appartenant (depuis la source jusqu'à Begnins)[2].

Mariage et succession :

Il épouse en premières noces Élisabeth puis, en deuxièmes noces, Alix.

Du premier mariage il a :
- Jean,
- Guillaume,
- Isabelle,
- Agnès, elle épouse Pierre Vaultier

Du second mariage il a :
- Aymon, sire de Nyon .

- - Jean de Prangins, (? - 1284), seigneur de Prangins, de Mont-le-Vieux, de Bioley, de Grandcour, de Bellerive, de Greysi et de Censsens.

Il est le fils du premier mariage de Guillaume de Prangins et descend en ligne directe de la Famille de Cossonay.  Il recherche la protection de Rodolphe de Habsbourg pour contrecarrer les vues d'Amédée V de Savoie sur ses terres : « Rolet de Corbières, baillif et avoué de Lausanne pour sérénissime prince Rodolphe, par la grâce de Dieu, roi des Romains, toujours Auguste, fait savoir que noble homme Jean, sire de Prangins, a fait hommage, sur ses mains, à ce prince et à ses enfans, soumettant à sa domination le château de Bioley avec toutes ses appartenances et la châtellenie de Prangins, réservé trois hommages auxquels il est astreint...Rolet de Corbières, de la part du roi, a reçu le sire Jean et ses enfans, avec leurs droits et propriétés, dans la garde (défense et protection) du roi, promettant de bonne foi de les protéger selon le droit et de les défendre... ».
Mariage et succession :

Il épouse Isabelle de Greysi de qui il a :
- Pierre ou Perronet qui participera à la guerre que se livrent Guillaume de Champvent et Louis Ier de Savoie,
- Jean, chanoine de Genève,
- Humbert,
- Ancellie ou Ancelesie,
- Brianca,
- Alise, épouse de Guillaume de Charères
- Perrette ou Perronette, épouse de Pierre IV de Gruyère[2].

- - Aymon de Prangins, sire de Nyon,

Il est le fils du second mariage de Guillaume de Prangins et descend en ligne directe de la Famille de Cossonay. Il reçoit la ville de Nyon en héritage. L'archevêque de Besançon Eudes de Rougemont ayant cédé le domaine direct à Philippe Ier de Savoie, Aymon se voit donc, en 1279, devoir prêter l'hommage lige à ce prince. En 1292 Amédée V et Louis Ier de Savoie s'allient pour s'emparer des terres d'Aymon à la suite de la prise de position d'Aymon en faveur de Béatrix de Faucigny, mère de Guillaume II de Genève, contre le comte de Savoie.